# ستيفن دبليو. سيرز
ستيفن دبليو. سيرز (بالإنجليزية: Stephen W. Sears)‏ هو مؤرخ أمريكي، ولد في 27 يوليو 1932.